# Schizomitrium depressum
Schizomitrium depressum là một loài Rêu trong họ Hookeriaceae. Loài này được (Hedw.) W.R. Buck & Steere mô tả khoa học đầu tiên năm 1983.